# Giallo

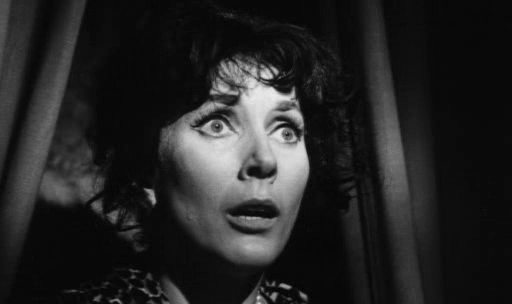
Valentina Cortese într-o scenă din La ragazza che sapeva troppo (1963) regizat de Mario Bava, film considerat strămoșul acestui sub-gen italian.

Giallo (pronunție italiană: [dʒallo], plural gialli) este un sub-gen italian slasher din secolul al XX-lea al literaturii și filmului. În Italia, termenul pur și simplu se referă la thrillere, de obicei, de ficțiune polițistă/crimă, mister și sub-genuri de groază, indiferent de țara de origine. Cu toate acestea, în țările vorbitoare de engleză, termenul "Giallo" este folosit pentru a desemna un anumit stil de filme italiene polițiste/de crimă care adesea includ elemente de ficțiune de groază și erotism (similar cu genul francez fantastique). Genul a început la mijlocul/sfârșitul anilor 1960, a atins punctul culminant în popularitate în anii 1970, și, ulterior, a scăzut în următoarele decenii (deși unele producții de acest gen continuă să fie realizate). A fost considerat a fi un predecesor și ca având o influență semnificativă asupra genului american de mai târziu de film slasher.
Cuvântul "Giallo" în limba italiană are sensul de "galben". A fost folosit ca o etichetă care indică că genul thriller derivă din asocierea sa cu o serie de romane copertate de mister ieftine, populare în Italia post-fascistă, acestea având de obicei coperți galbene. Se pot compara cu romanele apărute în România interbelică în „colecția 15 lei” și a doxurilor.

## Regizori ai genului
- Alberto De Martino
- Adalberto Albertini
- Antonio Bido
- Alberto Negrin
- Giulio Questi
- Angelo Dorigo
- Alfonso Brescia
- Elio Scardamaglia
- Amasi Damiani
- Armando Crispino
- Aldo Lado
- Edoardo Mulargia
- Dario Argento
- Luigi Comencini
- Luigi Cozzi
- Luigi Zampa
- Luigi Bazzoni
- Franco Rossellini
- Antonio Margheriti
- Aristide Massaccesi
- Michele Massimo Tarantini
- Vittorio Salerno
- Duccio Tessari
- Maurizio Pradeaux
- Emilio P. Miraglia
- Lamberto Bava
- Lucio Fulci
- Luciano Ercoli
- Riccardo Freda
- Massimo Dallamano
- Mario Bava
- Mario Caiano
- Mario Gariazzo
- Mino Guerrini
- Giuseppe Bennati
- Giuseppe Rosati
- Giuseppe Vari
- Demofilo Fidani
- Gianni Martucci
- Silvio Amadio
- Pupi Avati
- Paolo Cavara
- Tano Cimarosa
- Renzo Russo
- Filippo Walter Ratti
- Leopoldo Savona
- Tonino Ricci
- Romano Scavolini
- Sergio Martino
- Sergio Sollima
- Umberto Lenzi
- Vittorio Sindoni
- Ernesto Gastaldi
- Franco Ferrini
- Roberto Faenza
- Michele Soavi
- Carlo Vanzina
- Faliero Rosati
- Giovanna Gagliardo
- Vittorio De Sisti
- Alex Infascelli
- Eros Puglielli
- Stefano Bessoni
- Andreas Marschall
- Federico Zampaglione

## Filmografie
- La ragazza che sapeva troppo (1963) regizat de Mario Bava
- Il demonio (1963) regizat de Brunello Rondi
- Ipnosi (1963) regizat de Eugenio Martin
- Crimine a due (1963) regizat de Romano Ferrara
- La frusta e il corpo (1963) de Mario Bava
- Sei donne per l'assassino (1964) de Mario Bava
- Appuntamento a Dallas (1964) regizat de Pietro Regnoli
- Delitto allo specchio (1964) regizat de Giorgio Molteni
- La lama nel corpo (1964) regizat de Elio Scardamaglia
- La morte vestita di dollari (1964) regizat de Ray Nazzaro
- L'uomo che bruciò il suo cadavere (1964) regizat de Gianni Vernuccio
- Intrigo a Los Angeles (1964) regizat de Romano Ferrara
- Il mostro di Venezia (1964) regizat de Dino Tavella
- Assassinio made in Italy (1965) regizat de Silvio Amadio     (cunoscut și ca Il segreto del vestito rosso)
- Libido (1965) regizat de Ernesto Gastaldi e Vittorio Salerno
- La donna del lago (1965) regizat de Luigi Bazzoni e Franco Rossellini
- La spia che viene dal mare (1966) regizat de Lamberto Benvenuti
- A... come assassino (1966) regizat de Angelo Dorigo
- Silenzio: si uccide (1966) regizat de Guido Zurli
- Un milione di dollari per 7 assassini (1966) regizat de Umberto Lenzi
- Il terzo occhio (1966) regizat de Mino Guerrini
- Un angelo per Satana (1966) regizat de Camillo Mastrocinque
- Omicidio per appuntamento (1966) regizat de Giacomo Guerrini
- Maigret a Pigalle (1966) regizat de Mario Landi
- La morte ha fatto l'uovo (1967) regizat de Giulio Questi
- Assassino senza volto (1967) regizat de Angelo Dorigo
- Col cuore in gola (1967) regizat de Tinto Brass
- I diamanti che nessuno voleva rubare (1967) regizat de Luigi Mangini
- Omicidio a sangue freddo (1967) regizat de Sergio Pastore
- Trappola per sette spie (1967) regizat de Mario Amendola
- Troppo per vivere... poco per morire (1967) regizat de Michele Lupo
- Top Sensation (1968) regizat de Ottavio Alessi
- L'assassino fantasma (1968) regizat de Xavier Setò
- L'assassino ha le mani pulite (1968) regizat de Vittorio Sindoni
- La morte non ha sesso (1968) regizat de Massimo Dallamano
- Il dolce corpo di Deborah (1968) regizat de Romolo Guerrieri
- Nude... si muore (1968) regizat de Antonio Margheriti    (cunoscut și ca Sette vergini per il diavolo)
- Più tardi Claire, più tardi... (1968) regizat de Brunello Rondi
- Una ragazza piuttosto complicata (1968) regizat de Damiano Damiani
- Tutto sul rosso (1968) regizat de Aldo Florio
- Vergogna schifosi (1968) regizat de Mario Severino
- A doppia faccia (1969) regizat de Riccardo Freda
- Le tue mani sul mio corpo (1969) regizat de Brunello Rondi
- Yellow - Le cugine (1969) regizat de Gianfranco Baldanello
- Femmine insaziabili (1969) regizat de Alberto De Martino
- Una sull'altra (1969) regizat de Lucio Fulci
- Orgasmo (1969) regizat de Umberto Lenzi
- Il rosso segno della follia (1969) regizat de Mario Bava
- I caldi amori di una minorenne (1969) regizat de Julio Buchs Garcia
- Così dolce... così perversa (1969) regizat de Umberto Lenzi
- La bambola di Satana (1969) regizat de Ferruccio Casapinta
- La morte bussa due volte (1969) regizat de Harald Philip
- Senza sapere niente di lei (1969) regizat de Luigi Comencini
- Interrabang (1969) regizat de Giuliano Biagetti
- Colpo rovente (1969) regizat de Piero Zuffi
- Ondata di calore (1970) regizat de Nelo Risi
- 5 bambole per la luna d'agosto (1970) de Mario Bava
- Il cadavere dagli artigli di acciaio (1970) regizat de Leonard Keigel
- Le foto proibite di una signora per bene (1970) regizat de Luciano Ercoli
- Paranoia (1970) regizat de Umberto Lenzi
- Qualcosa striscia nel buio (1970) regizat de Mario Colucci
- Il tuo dolce corpo da uccidere (1970) regizat de Alfonso Brescia
- L'uccello dalle piume di cristallo (1970) regizat de Dario Argento
- Uccidete il vitello grasso e arrostitelo (1970) regizat de Salvatore Samperi
- Nelle pieghe della carne (1970) regizat de Sergio Bergonzelli
- Il gatto a nove code (1971) regizat de Dario Argento
- Bella di giorno, moglie di notte (1971) regizat de Nello Rossati
- L'uomo dagli occhi di ghiaccio (1971) regizat de Alberto De Martino
- Un gioco per Eveline (1971) regizat de Marcello Avallone
- Un'anguilla da 300 milioni (1971) regizat de Salvatore Samperi
- La bestia uccide a sangue freddo (1971) regizat de Fernando Di Leo
- La coda dello scorpione (1971) de Sergio Martino
- Una farfalla con le ali insanguinate (1971) regizat de Duccio Tessari
- 4 mosche di velluto grigio (1971) de Dario Argento
- In fondo alla piscina (1971) de Eugenio Martin
- Lo strano vizio della signora Wardh (1971) regizat de Sergio Martino
- ...dopo di che, uccide il maschio e lo divora (1971) regizat de Josè Antonio Nives Conda
- Un posto ideale per uccidere (1971) regizat de Umberto Lenzi
- Giornata nera per l'ariete (1971) regizat de Luigi Bazzoni
- L'iguana dalla lingua di fuoco (1971) regizat de Riccardo Freda
- L'uomo più velenoso del cobra (1971) regizat de Adalberto Albertini
- La salamandra del deserto (1971) regizat de Riccardo Freda
- La controfigura (1971) regizat de Romolo Guerrieri
- Una lucertola con la pelle di donna (1971) regizat de Lucio Fulci
- La morte cammina con i tacchi alti (1971) de Luciano Ercoli
- La notte che Evelyn uscì dalla tomba (1971) regizat de Emilio P. Miraglia
- Gli occhi freddi della paura (1971) regizat de Enzo G. Castellari
- Un omicidio perfetto a termine di legge (1971) regizat de Tonino Ricci
- Reazione a catena (1971) de Mario Bava    (cunoscut și ca Ecologia del delitto sau Così imparano a fare i cattivi)
- La rossa dalla pelle che scotta (1971) regizat de Renzo Russo
- Due maschi per Alexa (1971) regizat de Juan Lopez Garcia
- La tarantola dal ventre nero (1971) regizat de Paolo Cavara
- Nella stretta morsa del ragno (1971) regizat de Antonio Margheriti
- Hanno cambiato faccia (1971) regizat de Corrado Farina
- La vittima designata (1971) regizat de Maurizio Lucidi
- Il diavolo a sette facce (1971) regizat de Osvaldo Civirani
- La volpe dalla coda di velluto (1971) regizat de Josè Maria Forquè
- Alla ricerca del piacere (1971) regizat de Silvio Amadio
- Senza movente (1971) regizat de Philippe Labro
- Senza via d'uscita (1971) regizat de Piero Sciumè
- Arcana (1972) regizat de Giulio Questi
- Amore e morte nel giardino degli dei (1972) regizat de Sauro Scavolini
- La corta notte delle bambole di vetro (1972) regizat de Aldo Lado
- Doppia coppia con regina (1972) regizat de Julio Buchs Garcia
- Casa d'appuntamento (1972) regizat de Ferdinando Merighi
- Al tropico del cancro (1972) regizat de Edoardo Mulargia
- L'assassino... è al telefono (1972) regizat de Alberto De Martino
- Un bianco vestito per Marialé (1972) regizat de Romano Scavolini
- Chi l'ha vista morire? (1972) regizat de Aldo Lado
- Il coltello di ghiaccio (1972) de Umberto Lenzi
- La gatta in calore (1972) regizat de Nello Rossati
- Cosa avete fatto a Solange? (1972) regizat de Massimo Dallamano
- La dama rossa uccide sette volte (1972) regizat de Emilio P. Miraglia
- I due volti della paura (1972) regizat de Tulio Demicheli
- L'etrusco uccide ancora (1972) regizat de Armando Crispino
- Mio caro assassino (1972) regizat de Tonino Valerii
- La morte accarezza a mezzanotte (1972) de Luciano Ercoli
- La morte scende leggera (1972) regizat de Leopoldo Savona
- Non si sevizia un paperino (1972) de Lucio Fulci
- La verità secondo Satana (1972) regizat de Renato Polselli
- L'arma l'ora il movente (1972) regizat de Francesco Mazzei
- Il sorriso della iena (1972) regizat de Silvio Amadio
- Perché quelle strane gocce di sangue sul corpo di Jennifer? (1972) regizat de Giuliano Carnimeo
- Ragazza tutta nuda assassinata nel parco (1972) regizat de Alfonso Brescia
- Diabolicamente sole con il delitto (1972) regizat de Josè Antonio Nieves Conde
- Rivelazioni di un maniaco sessuale al capo della squadra mobile (1972) regizat de Roberto Bianchi Montero
- Quando Marta urlò dalla tomba (1972) regizat de Francisco Lara Polop
- Terza ipotesi su un caso di perfetta strategia criminale (1972) regizat de Giuseppe Vari
- Una tomba aperta... una bara vuota (1972) regizat de Al Bagran
- Sette orchidee macchiate di rosso (1972) de Umberto Lenzi
- Sette scialli di seta gialla (1972) regizat de Sergio Pastore
- Il tuo vizio è una stanza chiusa e solo io ne ho la chiave (1972) de Sergio Martino
- L'occhio nel labirinto (1972) regizat de Mario Caiano
- Il diavolo nel cervello (1972) regizat de Sergio Sollima
- Delirio caldo (1972) regizat de Renato Polselli
- Tutti i colori del buio (1972) de Sergio Martino
- Mia moglie... Un corpo per l'amore (1972) regizat de Mario Imperoli
- A Venezia... un dicembre rosso shocking (1973) regizat de Nicolas Roeg
- A.A.A. Massaggiatrice bella presenza offresi... (1973) regizat de Demofilo Fidani
- Il fiore dai petali d'acciaio (1973) regizat de Gianfranco Piccioli
- Il baco da seta (1973) regizat de Mario Sequi
- Una vita lunga un giorno (1973) regizat de Ferdinando Baldi
- Il prato macchiato di rosso (1973) regizat de Riccardo Ghione
- Giorni d'amore sul filo di una lama (1973) regizat de Giuseppe Pellegrini
- I corpi presentano tracce di violenza carnale (1973) de Sergio Martino
- La morte ha sorriso all'assassino (1973) regizat de Aristide Massaccesi
- La morte negli occhi del gatto (1973) regizat de Antonio Margheriti
- La casa della paura (1973) regizat de William Rose
- Passi di danza su una lama di rasoio (1973) regizat de Maurizio Pradeaux
- Madelaine... anatomia di un incubo (1974) regizat de Roberto Mauri
- L'assassino ha riservato nove poltrone (1974) regizat de Giuseppe Bennati
- Mania (1974) regizat de Renato Polselli
- ...Dirai "ho ucciso per legittima difesa" (1974) regizat de Angelino Fons
- L'ultimo treno della notte (1974) regizat de Aldo Lado
- Quel ficcanaso dell'ispettore Lawrence (1974) regizat de Juan Bosch
- Istantanea per un delitto (1974) regizat de Mario Imperoli
- 5 donne per l'assassino (1974) regizat de Stelvio Massi
- Spasmo (1974) de Umberto Lenzi
- Troppo rischio per un uomo solo (1974) regizat de Luciano Ercoli
- L'uomo senza memoria (1974) de Duccio Tessari
- Gli assassini sono nostri ospiti (1974) regizat de Vincenzo Rigo
- Il profumo della signora in nero (1974) regizat de Francesco Barilli
- Ciak... si muore (1974) regizat de Mario Moroni
- Nuda per Satana (1974) regizat de Luigi Batzella
- La moglie giovane (1974) regizat de Giovanni D'Eramo
- Sette ore di violenza per una soluzione imprevista (1974) regizat de Michele Massimo Tarantini
- Lo strano ricatto di una ragazza perbene (1974) regizat de Luigi Batzella
- L'assassino è costretto ad uccidere ancora (1975) regizat de Luigi Cozzi
- Le orme (1975) regizat de Luigi Bazzoni
- Gatti rossi in un labirinto di vetro (1975) de Umberto Lenzi
- La donna della domenica (1975) regizat de Luigi Comencini
- Diabolicamente... Letizia (1975) regizat de Salvatore Bugnatelli
- Nude per l'assassino (1975) regizat de Andrea Bianchi
- Profondo rosso (1975) de Dario Argento
- Malocchio (1975) regizat de Mario Siciliano
- La sanguisuga conduce la danza (1975) regizat de Alfredo Rizzo
- Il vizio ha le calze nere (1975) regizat de Tano Cimarosa
- Perversione (1975) regizat de Manuel Mur Oti
- Macchie solari (1975) de Armando Crispino
- Le calde labbra del carnefice (1975) regizat de Juan Bosch
- La casa dalle finestre che ridono (1976) regizat de Pupi Avati
- ...e tanta paura (1976) regizat de Paolo Cavara
- Il mostro (1977) regizat de Luigi Zampa
- Doppio delitto (1977) regizat de Steno
- La ragazza dal pigiama giallo (1977) regizat de Flavio Mogherini
- Gran bollito (1977) regizat de Mauro Bolognini
- Fate la nanna, coscine di pollo (1977) regizat de Amasi Damiani
- Il gatto dagli occhi di giada (1977) regizat de Antonio Bido
- Nove ospiti per un delitto (1977) regizat de Ferdinando Baldi
- La regia è finita (1977) regizat de Amasi Damiani
- L'occhio dietro la parete (1977) regizat de Giuliano Petrelli
- Pensione paura (1977) regizat de Francesco Barilli
- D'improvviso al terzo piano (1977) regizat de Amasi Damiani
- Passi di morte perduti nel buio (1977) regizat de Maurizio Pradeaux
- I vizi morbosi di una governante (1977) regizat de Filippo Walter Ratti
- Sette note in nero (1977) de Lucio Fulci
- Schock (1977) regizat de Mario Bava
- Enigma rosso (1978) regizat de Alberto Negrin
- L'immoralità (1978) regizat de Massimo Pirri
- Alessia... Un vulcano sotto la pelle (1978) regizat de Alfredo Rizzo
- La sorella di Ursula (1978) regizat de Enzo Milioni
- Il triangolo delle Bermude (1978) regizat de  René Cardona Jr.
- Indagine su un delitto perfetto (1978) regizat de Giuseppe Rosati
- Solamente nero (1978) de Antonio Bido
- Thrauma (1978) regizat de Gianni Martucci
- Suor Omicidi (1978) regizat de Giulio Berruti
- Nero veneziano (1978) regizat de Ugo Liberatore
- Suggestionata (1978) regizat de Alfredo Rizzo
- La settima donna (1978) regizat de Franco Prosperi
- Giallo napoletano (1979) regizat de Sergio Corbucci
- Sensività (1979) regizat de Enzo G. Castellari
- Play Motel (1979) regizat de Mario Gariazzo
- Giallo a Venezia (1979) regizat de Mario Landi
- Le mani di una donna sola (1979) regizat de Nello Rossati
- Delitto in via Teulada (1979) regizat de Aldo Lado
- Macabro (1980) regizat de Lamberto Bava
- Ombre (1980) regizat de Mario Caiano
- Follia omicida (1981) regizat de Riccardo Freda (cunoscut și ca Murder Obsession sau L'ossessione che uccide)
- Difendimi dalla notte (1981) regizat de Claudio Fragasso
- Notturno con grida (1981) de Ernesto Gastaldi
- Madhouse (1981) regizat de Ovidio G. Assonitis
- Assassinio al cimitero etrusco (1982) de Sergio Martino
- Lo squartatore di New York (1982) de Lucio Fulci
- Copkiller (L'assassino dei poliziotti) (1982) regizat de Roberto Faenza
- Delitti, amore e gelosia (1982) regizat de Luciano Secchi
- Tenebre (1982) de Dario Argento